# Боргомазіно
Боргомазіно, Борґомазіно (італ. Borgomasino, п'єм. Borghmasin) — муніципалітет в Італії, у регіоні П'ємонт,  метрополійне місто Турин.
Боргомазіно розташоване на відстані близько 530 км на північний захід від Рима, 40 км на північний схід від Турина.
Населення — 810 осіб (2014).
Щорічний фестиваль відбувається 6 серпня. Покровитель — Trasfigurazione del Signore.

## Демографія
Населення за роками:

Станом на 1 січня 2023 року в муніципалітеті офіційно проживало 70 іноземців з 7 країн, серед них 55 громадян країн Євросоюзу.

## Сусідні муніципалітети
- Борго-д'Але
- Каравіно
- Коссано-Канавезе
- Мальйоне
- Монкривелло
- Вестіньє
- Віске